# Марулев
Марулев (пол. Marulew) — село в Польщі, у гміні Брудзев Турецького повіту Великопольського воєводства.
Населення — 127 осіб (2011).
У 1975—1998 роках село належало до Конінського воєводства.

## Демографія
Демографічна структура станом на 31 березня 2011 року:
|          | Загалом | Допрацездатний вік | Працездатний вік | Постпрацездатний вік |
| -------- | ------- | ------------------ | ---------------- | -------------------- |
| Чоловіки | 65      | 15                 | 44               | 6                    |
| Жінки    | 62      | 11                 | 33               | 18                   |
| Разом    | 127     | 26                 | 77               | 24                   |